# Mistrzostwa Świata w Piłce Nożnej 2026 (eliminacje strefy UEFA)
Ten artykuł dotyczy trwającego lub niedawnego wydarzenia sportowego. Informacje w nim zamieszczone mogą się zmienić lub zdezaktualizować wraz z postępem zdarzenia. Początkowe doniesienia, wyniki lub statystyki mogą być niepewne. Ostatnie aktualizacje do tego artykułu mogą nie odzwierciedlać najbardziej aktualnych informacji.
Eliminacje do Mistrzostw Świata w Piłce Nożnej 2026 w strefie UEFA, które odbędą się w Stanach Zjednoczonych, Meksyku i Kanadzie.

## Format eliminacji
W eliminacjach biorą udział 54 reprezentacje narodowe, które zostały rozlosowane do 12 grup, w których występuje po cztery i pięć zespołów. Najlepsza drużyna z każdej z 12 grup automatycznie zakwalifikuje się do Mistrzostw Świata, a zespoły z drugich miejsc i cztery drużyny z Ligi Narodów z najlepszym rankingiem, które nie zajęły miejsc 1-2 w kwalifikacjach do mundialu, zagra w barażach. Łącznie ze strefy UEFA awansuje 16 zespołów. Losowanie grup eliminacyjnych odbyło się 13 grudnia 2024 w Zurychu.

## Terminarz
Na podstawie: 
Reprezentacje strefy UEFA, które w eliminacjach do Mistrzostwa Świata 2026 będą grać w 5-zespołowych grupach swą rywalizację o awans do Mistrzostw Świata 2026 zaczną kolejką rozgrywaną w dniach 21-22 marca 2025 (w czerwcu walkę w eliminacjach do Mistrzostw Świata 2026 rozpoczną zespoły, które przegrały w ćwierćfinałach Dywizji A Ligi Narodów UEFA zaplanowanych w czasie dwóch pierwszych kolejek eliminacji MŚ 2026 na marzec 2025), a w 4-zespołowych rywalizację (w tym drużyny, które zakwalifikowały się do turnieju finałowego Ligi Narodów UEFA w czerwcu 2025) rozpoczną kolejką rozgrywaną w dniach 4-6 września 2025.
| Runda        | Nr kolejki                                                                                           | Termin                  |
| ------------ | --- | ----------------------- |
| Faza grupowa | 1. (tylko grupy 5-zespołowe, bez zespołów rywalizujących w ćwierćfinale Dywizji A Ligi Narodów UEFA) | 21–22 marca 2025        |
| Faza grupowa | 2. (tylko grupy 5-zespołowe, bez zespołów rywalizujących w ćwierćfinale Dywizji A Ligi Narodów UEFA) | 24–25 marca 2025        |
| Faza grupowa | 3. (tylko grupy 5-zespołowe)                                                                         | 6–7 czerwca 2025        |
| Faza grupowa | 4. (tylko grupy 5-zespołowe)                                                                         | 9–10 czerwca 2025       |
| Faza grupowa | 5. (1. dla grup 4-zespołowych)                                                                       | 4–6 września 2025       |
| Faza grupowa | 6. (2. dla grup 4-zespołowych)                                                                       | 7–9 września 2025       |
| Faza grupowa | 7. (3. dla grup 4-zespołowych)                                                                       | 9–11 października 2025  |
| Faza grupowa | 8. (4. dla grup 4-zespołowych)                                                                       | 12–14 października 2025 |
| Faza grupowa | 9. (5. dla grup 4-zespołowych)                                                                       | 13–15 listopada 2025    |
| Faza grupowa | 10. (6. dla grup 4-zespołowych)                                                                      | 16–18 listopada 2025    |

| Runda  | Faza baraży | Termin        |
| ------ | ----------- | ------------- |
| Baraże | Półfinały   | 26 marca 2026 |
| Baraże | Finały      | 31 marca 2026 |

## Drużyny biorące udział w eliminacjach
| Drużyna              | Liczba występów w MŚ | Najlepszy wynik w MŚ                                          |
| -------------------- | --- | ------------------------------------------------------------- |
| Albania              | 0 | –                                                             |
| Andora               | 0 | –                                                             |
| Anglia               | 16 (1950, 1954, 1958, 1962, 1966, 1970, 1982, 1986, 1990, 1998, 2002, 2006, 2010, 2014, 2018, 2022)                         | Mistrzostwo (1966)                                            |
| Armenia              | 0 | –                                                             |
| Austria              | 7 (1934, 1954, 1958, 1978, 1982, 1990, 1998)                                                                                | III miejsce (1954)                                            |
| Azerbejdżan          | 0 | –                                                             |
| Belgia               | 14 (1930, 1934, 1938, 1954, 1970, 1982, 1986, 1990, 1994, 1998, 2002, 2014, 2018, 2022)                                     | III miejsce (2018)                                            |
| Białoruś             | 0 | –                                                             |
| Bośnia i Hercegowina | 1 (2014) | Faza grupowa (2014)                                           |
| Bułgaria             | 7 (1962, 1966, 1970, 1974, 1986, 1994, 1998)                                                                                | IV miejsce (1994)                                             |
| Chorwacja            | 6 (1998, 2002, 2006, 2014, 2018, 2022)                                                                                      | II miejsce (2018)                                             |
| Cypr                 | 0 | –                                                             |
| Czarnogóra           | 0 | –                                                             |
| Czechy               | 9 (1934, 1938, 1954, 1958, 1962, 1970, 1982, 1990, 2006)                                                                    | II miejsce (1934, 1962)                                       |
| Dania                | 6 (1986, 1998, 2002, 2010, 2018, 2022)                                                                                      | Ćwierćfinał (1998)                                            |
| Estonia              | 0 | –                                                             |
| Finlandia            | 0 | –                                                             |
| Francja              | 16 (1930, 1934, 1938, 1954, 1958, 1966, 1978, 1982, 1986, 1998, 2002, 2006, 2010, 2014, 2018, 2022)                         | Mistrzostwo (1998, 2018)                                      |
| Gibraltar            | 0 | –                                                             |
| Grecja               | 3 (1994, 2010, 2014) | 1/8 finału (2014)                                             |
| Gruzja               | 0 | –                                                             |
| Hiszpania            | 16 (1934, 1950, 1962, 1966, 1978, 1982, 1986, 1990, 1994, 1998, 2002, 2006, 2010, 2014, 2018, 2022)                         | Mistrzostwo (2010)                                            |
| Holandia             | 11 (1934, 1938, 1974, 1978, 1990, 1994, 1998, 2006, 2010, 2014, 2022)                                                       | II miejsce (1974, 1978, 2010)                                 |
| Irlandia             | 3 (1990, 1994, 2002) | Ćwierćfinał (1990)                                            |
| Irlandia Północna    | 3 (1958, 1982, 1986) | Ćwierćfinał (1958)                                            |
| Islandia             | 1 (2018) | Faza grupowa (2018)                                           |
| Izrael               | 1 (1970) | Faza grupowa (1970)                                           |
| Kazachstan           | 0 | –                                                             |
| Kosowo               | 0 | –                                                             |
| Liechtenstein        | 0 | –                                                             |
| Litwa                | 0 | –                                                             |
| Luksemburg           | 0 | –                                                             |
| Łotwa                | 0 | –                                                             |
| Macedonia Północna   | 0 | –                                                             |
| Malta                | 0 | –                                                             |
| Mołdawia             | 0 | –                                                             |
| Niemcy               | 20 (1934, 1938, 1954, 1958, 1962, 1966, 1970, 1974, 1978, 1982, 1986, 1990, 1994, 1998, 2002, 2006, 2010, 2014, 2018, 2022) | Mistrzostwo (1954, 1974, 1990, 2014)                          |
| Norwegia             | 3 (1938, 1994, 1998) | 1/8 finału (1998)                                             |
| Polska               | 9 (1938, 1974, 1978, 1982, 1986, 2002, 2006, 2018, 2022)                                                                    | III miejsce (1974, 1982)                                      |
| Portugalia           | 8 (1966, 1986, 2002, 2006, 2010, 2014, 2018, 2022)                                                                          | III miejsce (1966)                                            |
| Rumunia              | 7 (1930, 1934, 1938, 1970, 1990, 1994, 1998)                                                                                | Ćwierćfinał (1994)                                            |
| San Marino           | 0 | –                                                             |
| Serbia               | 13 (1930, 1950, 1954, 1958, 1962, 1974, 1982, 1990, 1998, 2006, 2010, 2018, 2022)                                           | III/IV miejsce (1930)                                         |
| Słowacja             | 1 (2010) | 1/8 finału (2010)                                             |
| Słowenia             | 2 (2002, 2010) | Faza grupowa (2002, 2010)                                     |
| Szkocja              | 8 (1954, 1958, 1974, 1978, 1982, 1986, 1990, 1998)                                                                          | Faza grupowa (1954, 1958, 1974, 1978, 1982, 1986, 1990, 1998) |
| Szwajcaria           | 12 (1934, 1938, 1950, 1954, 1962, 1966, 1994, 2006, 2010, 2014, 2018, 2022)                                                 | Ćwierćfinał (1934, 1938, 1954)                                |
| Szwecja              | 12 (1934, 1938, 1950, 1958, 1970, 1974, 1978, 1990, 1994, 2002, 2006, 2018)                                                 | II miejsce (1958)                                             |
| Turcja               | 2 (1954, 2002) | III miejsce (2002)                                            |
| Ukraina              | 1 (2006) | Ćwierćfinał (2006)                                            |
| Walia                | 2 (1958, 2022) | Ćwierćfinał (1958)                                            |
| Węgry                | 9 (1934, 1938, 1954, 1958, 1962, 1966, 1978, 1982, 1986)                                                                    | II miejsce (1938, 1954)                                       |
| Włochy               | 18 (1934, 1938, 1950, 1954, 1962, 1966, 1970, 1974, 1978, 1982, 1986, 1990, 1994, 1998, 2002, 2006, 2010, 2014)             | Mistrzostwo (1934, 1938, 1982, 2006)                          |
| Wyspy Owcze          | 0 | –                                                             |

## Podział na koszyki
Podział na koszyki został dokonany na podstawie rankingu FIFA z dnia 28 listopada 2024 roku.
| Koszyk 1   | Koszyk 1 |
| Zespół     | Miejsce  |
| ---------- | -------- |
| Hiszpania  | 3        |
| Holandia   | 7        |
| Francja    | 2        |
| Chorwacja  | 13       |
| Portugalia | 6        |
| Dania      | 21       |
| Włochy     | 9        |
| Niemcy     | 10       |
| Anglia     | 4        |
| Belgia     | 8        |
| Szwajcaria | 20       |
| Austria    | 22       |

| Koszyk 2 | Koszyk 2 |
| Zespół   | Miejsce  |
| -------- | -------- |
| Ukraina  | 25       |
| Szwecja  | 27       |
| Turcja   | 28       |
| Walia    | 29       |
| Węgry    | 30       |
| Serbia   | 32       |
| Polska   | 35       |
| Rumunia  | 38       |
| Grecja   | 39       |
| Słowacja | 41       |
| Czechy   | 42       |
| Norwegia | 43       |

| Koszyk 3             | Koszyk 3 |
| Zespół               | Miejsce  |
| -------------------- | -------- |
| Szkocja              | 45       |
| Słowenia             | 55       |
| Irlandia             | 60       |
| Albania              | 65       |
| Macedonia Północna   | 67       |
| Gruzja               | 68       |
| Finlandia            | 69       |
| Islandia             | 70       |
| Irlandia Północna    | 71       |
| Czarnogóra           | 73       |
| Bośnia i Hercegowina | 74       |
| Izrael               | 76       |

| Koszyk 4    | Koszyk 4 |
| Zespół      | Miejsce  |
| ----------- | -------- |
| Bułgaria    | 82       |
| Luksemburg  | 92       |
| Białoruś    | 98       |
| Kosowo      | 99       |
| Armenia     | 100      |
| Kazachstan  | 110      |
| Azerbejdżan | 117      |
| Estonia     | 123      |
| Cypr        | 130      |
| Wyspy Owcze | 137      |
| Łotwa       | 140      |
| Litwa       | 142      |

| Koszyk 5      | Koszyk 5 |
| Zespół        | Miejsce  |
| ------------- | -------- |
| Mołdawia      | 151      |
| Malta         | 169      |
| Andora        | 171      |
| Gibraltar     | 197      |
| Liechtenstein | 204      |
| San Marino    | 210      |

## Grupy
Opracowano na podstawie:

### Grupa A
| Lp. | Drużyna           | M | Z | R | P | B+ | B– | +/– | Pkt | Kwalifikacja                    |        | Niemcy | Słowacja | Irlandia Północna | Luksemburg |
| --- | ----------------- | - | - | - | - | -- | -- | --- | --- | ------------------------------- | ------ | ------ | -------- | ----------------- | ---------- |
| 1   | Niemcy            | 0 | 0 | 0 | 0 | 0  | 0  | 0   | 0   | awans do Mistrzostw Świata 2026 |        |        | 17 lis   | 7 wrz             | 10 paź     |
| 2   | Słowacja          | 0 | 0 | 0 | 0 | 0  | 0  | 0   | 0   | baraż                           |        | 4 wrz  |          | 14 lis            | 13 paź     |
| 3   | Irlandia Północna | 0 | 0 | 0 | 0 | 0  | 0  | 0   | 0   |                                 |        | 13 paź | 10 paź   |                   | 17 lis     |
| 4   | Luksemburg        | 0 | 0 | 0 | 0 | 0  | 0  | 0   | 0   |                                 | 14 lis | 7 wrz  | 4 wrz    |                   |            |

### Grupa B
| Lp. | Drużyna    | M | Z | R | P | B+ | B– | +/– | Pkt | Kwalifikacja                    |        | Szwajcaria | Szwecja | Słowenia | Kosowo |
| --- | ---------- | - | - | - | - | -- | -- | --- | --- | ------------------------------- | ------ | ---------- | ------- | -------- | ------ |
| 1   | Szwajcaria | 0 | 0 | 0 | 0 | 0  | 0  | 0   | 0   | awans do Mistrzostw Świata 2026 |        |            | 15 lis  | 8 wrz    | 5 wrz  |
| 2   | Szwecja    | 0 | 0 | 0 | 0 | 0  | 0  | 0   | 0   | baraż                           |        | 10 paź     |         | 18 lis   | 13 paź |
| 3   | Słowenia   | 0 | 0 | 0 | 0 | 0  | 0  | 0   | 0   |                                 |        | 13 paź     | 5 wrz   |          | 15 lis |
| 4   | Kosowo     | 0 | 0 | 0 | 0 | 0  | 0  | 0   | 0   |                                 | 18 lis | 8 wrz      | 10 paź  |          |        |

### Grupa C
| Lp. | Drużyna  | M | Z | R | P | B+ | B– | +/– | Pkt | Kwalifikacja                    |       | Dania  | Grecja | Szkocja | Białoruś |
| --- | -------- | - | - | - | - | -- | -- | --- | --- | ------------------------------- | ----- | ------ | ------ | ------- | -------- |
| 1   | Dania    | 0 | 0 | 0 | 0 | 0  | 0  | 0   | 0   | awans do Mistrzostw Świata 2026 |       |        | 12 paź | 5 wrz   | 15 lis   |
| 2   | Grecja   | 0 | 0 | 0 | 0 | 0  | 0  | 0   | 0   | baraż                           |       | 8 wrz  |        | 15 lis  | 5 wrz    |
| 3   | Szkocja  | 0 | 0 | 0 | 0 | 0  | 0  | 0   | 0   |                                 |       | 18 lis | 9 paź  |         | 12 paź   |
| 4   | Białoruś | 0 | 0 | 0 | 0 | 0  | 0  | 0   | 0   |                                 | 9 paź | 18 lis | 8 wrz  |         |          |

### Grupa D
| Lp. | Drużyna     | M | Z | R | P | B+ | B– | +/– | Pkt | Kwalifikacja                    |        | Francja | Ukraina | Islandia | Azerbejdżan |
| --- | ----------- | - | - | - | - | -- | -- | --- | --- | ------------------------------- | ------ | ------- | ------- | -------- | ----------- |
| 1   | Francja     | 0 | 0 | 0 | 0 | 0  | 0  | 0   | 0   | awans do Mistrzostw Świata 2026 |        |         | 13 lis  | 9 wrz    | 10 paź      |
| 2   | Ukraina     | 0 | 0 | 0 | 0 | 0  | 0  | 0   | 0   | baraż                           |        | 5 wrz   |         | 16 lis   | 13 paź      |
| 3   | Islandia    | 0 | 0 | 0 | 0 | 0  | 0  | 0   | 0   |                                 |        | 13 paź  | 10 paź  |          | 5 wrz       |
| 4   | Azerbejdżan | 0 | 0 | 0 | 0 | 0  | 0  | 0   | 0   |                                 | 16 lis | 9 wrz   | 13 lis  |          |             |

### Grupa E
| Lp. | Drużyna   | M | Z | R | P | B+ | B– | +/– | Pkt | Kwalifikacja                    |       | Hiszpania | Turcja | Gruzja | Bułgaria |
| --- | --------- | - | - | - | - | -- | -- | --- | --- | ------------------------------- | ----- | --------- | ------ | ------ | -------- |
| 1   | Hiszpania | 0 | 0 | 0 | 0 | 0  | 0  | 0   | 0   | awans do Mistrzostw Świata 2026 |       |           | 18 lis | 11 paź | 14 paź   |
| 2   | Turcja    | 0 | 0 | 0 | 0 | 0  | 0  | 0   | 0   | baraż                           |       | 7 wrz     |        | 14 paź | 15 lis   |
| 3   | Gruzja    | 0 | 0 | 0 | 0 | 0  | 0  | 0   | 0   |                                 |       | 15 lis    | 4 wrz  |        | 7 wrz    |
| 4   | Bułgaria  | 0 | 0 | 0 | 0 | 0  | 0  | 0   | 0   |                                 | 4 wrz | 11 paź    | 18 lis |        |          |

### Grupa F
| Lp. | Drużyna    | M | Z | R | P | B+ | B– | +/– | Pkt | Kwalifikacja                    |       | Portugalia | Węgry  | Irlandia | Armenia |
| --- | ---------- | - | - | - | - | -- | -- | --- | --- | ------------------------------- | ----- | ---------- | ------ | -------- | ------- |
| 1   | Portugalia | 0 | 0 | 0 | 0 | 0  | 0  | 0   | 0   | awans do Mistrzostw Świata 2026 |       |            | 14 paź | 11 paź   | 16 lis  |
| 2   | Węgry      | 0 | 0 | 0 | 0 | 0  | 0  | 0   | 0   | baraż                           |       | 9 wrz      |        | 16 lis   | 11 paź  |
| 3   | Irlandia   | 0 | 0 | 0 | 0 | 0  | 0  | 0   | 0   |                                 |       | 13 lis     | 6 wrz  |          | 14 paź  |
| 4   | Armenia    | 0 | 0 | 0 | 0 | 0  | 0  | 0   | 0   |                                 | 6 wrz | 13 lis     | 9 wrz  |          |         |

### Grupa G
| Lp. | Drużyna   | M | Z | R | P | B+ | B– | +/– | Pkt | Kwalifikacja                    |     | Finlandia | Holandia | Polska | Litwa  | Malta  |
| --- | --------- | - | - | - | - | -- | -- | --- | --- | ------------------------------- | --- | --------- | -------- | ------ | ------ | ------ |
| 1   | Finlandia | 4 | 2 | 1 | 1 | 5  | 5  | 0   | 7   | awans do Mistrzostw Świata 2026 |     |           | 0–2      | 2–1    | 9 paź  | 14 lis |
| 2   | Holandia  | 2 | 2 | 0 | 0 | 10 | 0  | +10 | 6   | baraż                           |     | 12 paź    |          | 4 wrz  | 17 lis | 8–0    |
| 3   | Polska    | 3 | 2 | 0 | 1 | 4  | 2  | +2  | 6   |                                 |     | 7 wrz     | 14 lis   |        | 1–0    | 2–0    |
| 4   | Litwa     | 3 | 0 | 2 | 1 | 2  | 3  | −1  | 2   |                                 | 2–2 | 7 wrz     | 12 paź   |        | 4 wrz  |        |
| 5   | Malta     | 4 | 0 | 1 | 3 | 0  | 11 | −11 | 1   |                                 | 0–1 | 9 paź     | 17 lis   | 0–0    |        |        |

### Grupa H
| Lp. | Drużyna              | M | Z | R | P | B+ | B– | +/– | Pkt | Kwalifikacja                    |       | Bośnia i Hercegowina | Austria | Rumunia | Cypr  | San Marino |
| --- | -------------------- | - | - | - | - | -- | -- | --- | --- | ------------------------------- | ----- | -------------------- | ------- | ------- | ----- | ---------- |
| 1   | Bośnia i Hercegowina | 3 | 3 | 0 | 0 | 4  | 1  | +3  | 9   | awans do Mistrzostw Świata 2026 |       |                      | 9 wrz   | 15 lis  | 2–1   | 1–0        |
| 2   | Austria              | 2 | 2 | 0 | 0 | 6  | 1  | +5  | 6   | baraż                           |       | 18 lis               |         | 2–1     | 6 wrz | 9 paź      |
| 3   | Rumunia              | 4 | 2 | 0 | 2 | 8  | 4  | +4  | 6   |                                 |       | 0–1                  | 12 paź  |         | 2–0   | 18 lis     |
| 4   | Cypr                 | 3 | 1 | 0 | 2 | 3  | 4  | −1  | 3   |                                 | 9 paź | 15 lis               | 9 wrz   |         | 2–0   |            |
| 5   | San Marino           | 4 | 0 | 0 | 4 | 1  | 12 | −11 | 0   |                                 | 6 wrz | 0–4                  | 1–5     | 12 paź  |       |            |

### Grupa I
| Lp. | Drużyna  | M | Z | R | P | B+ | B– | +/– | Pkt | Kwalifikacja                    |     | Norwegia | Izrael | Włochy | Estonia | Mołdawia |
| --- | -------- | - | - | - | - | -- | -- | --- | --- | ------------------------------- | --- | -------- | ------ | ------ | ------- | -------- |
| 1   | Norwegia | 4 | 4 | 0 | 0 | 13 | 2  | +11 | 12  | awans do Mistrzostw Świata 2026 |     |          | 11 paź | 3–0    | 13 lis  | 9 wrz    |
| 2   | Izrael   | 3 | 2 | 0 | 1 | 7  | 6  | +1  | 6   | baraż                           |     | 2–4      |        | 8 wrz  | 2–1     | 16 lis   |
| 3   | Włochy   | 2 | 1 | 0 | 1 | 2  | 3  | −1  | 3   |                                 |     | 16 lis   | 14 paź |        | 5 wrz   | 2–0      |
| 4   | Estonia  | 4 | 1 | 0 | 3 | 5  | 8  | −3  | 3   |                                 | 0–1 | 1–3      | 11 paź |        | 14 paź  |          |
| 5   | Mołdawia | 3 | 0 | 0 | 3 | 2  | 10 | −8  | 0   |                                 | 0–5 | 5 wrz    | 13 lis | 2–3    |         |          |

### Grupa J
| Lp. | Drużyna            | M | Z | R | P | B+ | B– | +/– | Pkt | Kwalifikacja                    |     | Macedonia Północna | Walia  | Belgia | Kazachstan | Liechtenstein |
| --- | ------------------ | - | - | - | - | -- | -- | --- | --- | ------------------------------- | --- | ------------------ | ------ | ------ | ---------- | ------------- |
| 1   | Macedonia Północna | 4 | 2 | 2 | 0 | 6  | 2  | +4  | 8   | awans do Mistrzostw Świata 2026 |     |                    | 1–1    | 1–1    | 13 paź     | 7 wrz         |
| 2   | Walia              | 4 | 2 | 1 | 1 | 10 | 6  | +4  | 7   | baraż                           |     | 18 lis             |        | 13 paź | 3–1        | 3–0           |
| 3   | Belgia             | 2 | 1 | 1 | 0 | 5  | 4  | +1  | 4   |                                 |     | 10 paź             | 4–3    |        | 7 wrz      | 18 lis        |
| 4   | Kazachstan         | 3 | 1 | 0 | 2 | 3  | 4  | −1  | 3   |                                 | 0–1 | 4 wrz              | 15 lis |        | 10 paź     |               |
| 5   | Liechtenstein      | 3 | 0 | 0 | 3 | 0  | 8  | −8  | 0   |                                 | 0–3 | 15 lis             | 4 wrz  | 0–2    |            |               |

### Grupa K
| Lp. | Drużyna | M | Z | R | P | B+ | B– | +/– | Pkt | Kwalifikacja                    |        | Anglia | Albania | Serbia | Łotwa  | Andora |
| --- | ------- | - | - | - | - | -- | -- | --- | --- | ------------------------------- | ------ | ------ | ------- | ------ | ------ | ------ |
| 1   | Anglia  | 3 | 3 | 0 | 0 | 6  | 0  | +6  | 9   | awans do Mistrzostw Świata 2026 |        |        | 2–0     | 13 lis | 3–0    | 6 wrz  |
| 2   | Albania | 4 | 1 | 2 | 1 | 4  | 3  | +1  | 5   | baraż                           |        | 16 lis |         | 0–0    | 9 wrz  | 3–0    |
| 3   | Serbia  | 2 | 1 | 1 | 0 | 3  | 0  | +3  | 4   |                                 |        | 9 wrz  | 11 paź  |        | 16 lis | 3–0    |
| 4   | Łotwa   | 3 | 1 | 1 | 1 | 2  | 4  | −2  | 4   |                                 | 14 paź | 1–1    | 6 wrz   |        | 11 paź |        |
| 5   | Andora  | 4 | 0 | 0 | 4 | 0  | 8  | −8  | 0   |                                 | 0–1    | 13 lis | 14 paź  | 0–1    |        |        |

### Grupa L
| Lp. | Drużyna     | M | Z | R | P | B+ | B– | +/– | Pkt | Kwalifikacja                    |        | Czechy | Chorwacja | Czarnogóra | Wyspy Owcze | Gibraltar |
| --- | ----------- | - | - | - | - | -- | -- | --- | --- | ------------------------------- | ------ | ------ | --------- | ---------- | ----------- | --------- |
| 1   | Czechy      | 4 | 3 | 0 | 1 | 9  | 6  | +3  | 9   | awans do Mistrzostw Świata 2026 |        |        | 9 paź     | 2–0        | 2–1         | 17 lis    |
| 2   | Chorwacja   | 2 | 2 | 0 | 0 | 12 | 1  | +11 | 6   | baraż                           |        | 5–1    |           | 8 wrz      | 14 lis      | 12 paź    |
| 3   | Czarnogóra  | 3 | 2 | 0 | 1 | 4  | 3  | +1  | 6   |                                 |        | 5 wrz  | 17 lis    |            | 1–0         | 3–1       |
| 4   | Wyspy Owcze | 3 | 1 | 0 | 2 | 3  | 4  | −1  | 3   |                                 | 12 paź | 5 wrz  | 9 paź     |            | 2–1         |           |
| 5   | Gibraltar   | 4 | 0 | 0 | 4 | 2  | 16 | −14 | 0   |                                 | 0–4    | 0–7    | 14 lis    | 8 wrz      |             |           |

### Drużyny

#### Ranking zwycięzców grup Ligi Narodów
| Dywizja A |                    |
| złoto     | Portugalia         |
| srebro    | Hiszpania          |
| brąz      | Francja            |
| 4.        | Niemcy             |
| Dywizja B |                    |
| 17.       | Anglia             |
| 18.       | Norwegia           |
| 19.       | Walia              |
| 20.       | Czechy             |
| Dywizja C |                    |
| 33.       | Rumunia            |
| 34.       | Szwecja            |
| 35.       | Macedonia Północna |
| 36.       | Irlandia Północna  |
| Dywizja D |                    |
| 49.       | Mołdawia           |
| 50.       | San Marino         |

## Strzelcy
Aktualne na 10 czerwca 2025

### 4 gole
- Andrej Kramarić
- Patrik Schick
- Erling Haaland

### 3 gole
- Harry Kane
- Memphis Depay
- Alexander Sørloth
- Aleksandar Mitrović

### 2 gole
- Rey Manaj
- Marko Arnautović
- Michael Gregoritsch
- Ante Budimir
- Franjo Ivanović(inne języki)
- Ivan Perišić
- Joanis Pitas
- Mattias Käit
- Joel Pohjanpalo
- Donyell Malen
- Mohammad Abu Fani(inne języki)
- Dan Biton(inne języki)
- Bojan Miowski
- Aleksandar Trajkowski
- Karol Świderski
- Florin Tănase
- Harry Wilson

### 1 gol
- Myrto Uzuni
- Eberechi Eze
- Reece James
- Myles Lewis-Skelly
- Christoph Baumgartner
- Marcel Sabitzer
- Kevin De Bruyne
- Maxim De Cuyper
- Jérémy Doku
- Romelu Lukaku
- Youri Tielemans
- Ermedin Demirović
- Edin Džeko
- Armin Gigović(inne języki)
- Haris Hajradinović
- Luka Modrić
- Mario Pašalić
- Andronikos Kakoullis
- Stevan Jovetić
- Edvin Kuč(inne języki)
- Adam Marušić
- Marko Tući(inne języki)
- Václav Černý
- Adam Hložek
- Jan Kliment
- Tomáš Souček
- Pavel Šulc
- Maksim Paskotši
- Rasmus Peetson(inne języki)
- Rauno Sappinen
- Oliver Antman
- Kaan Kairinen
- Benjamin Källman
- Dan Bent(inne języki)
- James Scanlon
- Denzel Dumfries
- Noa Lang
- Xavi Simons
- Micky van de Ven
- Virgil van Dijk
- Eli Dasa
- Dor Turgeman(inne języki)
- Aleksandr Maroczkin
- Maksim Samorodow(inne języki)
- Aschat Tagybergen
- Gvidas Gineitis(inne języki)
- Armandas Kučys
- Antonijs Černomordijs
- Dario Šits(inne języki)
- Ezgjan Alioski
- Wisar Musliu
- Mihail Caimacov
- Ion Nicolaescu
- Thelo Aasgaard(inne języki)
- Kristoffer Ajer
- Aron Dønnum
- David Møller Wolfe(inne języki)
- Antonio Nusa
- Julian Ryerson
- Jakub Kiwior
- Robert Lewandowski
- Denis Alibec
- Ianis Hagi
- Dennis Man
- Răzvan Marin
- Mihai Popescu(inne języki)
- Samuele Zannoni(inne języki)
- David Brooks
- Ben Davies
- Daniel James
- Brennan Johnson
- Rabbi Matondo
- Kieffer Moore
- Joe Rodon
- Sorba Thomas
- Andrea Cambiaso
- Giacomo Raspadori
- Árni Frederiksberg
- Patrik Johannesen
- Gunnar Vatnhamar

### Gole samobójcze
- Karl Hein (dla Izraela)
- Antonijs Černomordijs (dla Albanii)
- Michele Cevoli (dla Rumunii)